# 新店古城遗址
新店古城遗址，位于中国福建省福州市晋安区新店镇古城村，为一个省级文物保护单位，类型为古遗址，为第五批福建省文物保护单位，公布时间为2001年1月20日。
新店古城遗址的历史年代为汉。

## 简介
新店古城遗址为闽越文化的重要发源地。关于闽越国都究竟在屏山遗址还是新店遗址，专家亦有争论。